# Nationaal Park Tatra (Slowakije)
Nationaal Park Tatra (Slowaaks: Tatranský národný park) is gelegen in het noorden van Slowakije in de regio's Žilina en Prešov en grenst aan het gelijknamige Nationaal Park Tatra van Polen. De oprichting tot nationaal park vond plaats op 1 januari 1949 per decreet (№ 11/1948) van de Slowaakse Nationale Raad (SNR) en is daarmee het oudste nationale park van Slowakije. In 1992 werden beide nationale parken toegevoegd aan de lijst van biosfeerreservaten van UNESCO's Mens- en Biosfeerprogramma (MAB), onder de naam Biosfeerreservaat Tatra. Daarnaast valt het gebied onder zowel de Vogel- als Habitatrichtlijn van het Natura 2000-netwerk van de Europese Unie. De huidige oppervlakte van Nationaal Park Tatra bedraagt 738 km². Ook werd er een bufferzone van 307,03 km² ingesteld.

## Kenmerken
Nationaal Park Tatra ligt geografisch gezien in de Hoge Tatra, in het westen van de Karpaten. Hier bevindt zich ook de hoogste berg van de Karpaten, de Gerlachovský štít, met een hoogte van 2.654,4 meter boven zeeniveau. Nationaal Park Tatra wordt gekenmerkt door de aanwezigheid van hooggebergten, waarin landschapsvormen als bergtoppen, gletsjers, puinhellingen, kliffen en keteldalen kunnen worden aangetroffen. Hier treft men biotopen aan als alpenweiden, bergtoendra, rivieren, hellingbossen en hoogvenen. Op de meeste bergpassen zijn ook kleine bergmeren te vinden.

## Dierenwereld
Nationaal Park Tatra biedt leefruimte aan zeldzame zoogdieren als bruine beer (Ursus arctos), wolf (Canis lupus), Euraziatische lynx (Lynx lynx), otter (Lutra lutra), tatragems (Rupicapra rupicapra tatrica), tatrawoelmuis (Microtus tatricus) en alpenmarmot (Marmota marmota latirostris). Vogelrichtlijnsoorten die hier broeden zijn onder meer het auerhoen (Tetrao urogallus), hazelhoen (Tetrastes bonasia), steenarend (Aquila chrysaetos), schreeuwarend (Clanga pomarina), ruigpootuil (Aegolius funereus), dwerguil (Glaucidium passerinum), drieteenspecht (Picoides tridactylus) en de zwarte specht (Dryocopus martius).

## Toerisme
Jaarlijks trekken circa 3.500.000 bezoekers naar Nationaal Park Tatra. Er is door het nationaal park ruim 600 kilometer aan wandelroutes aangelegd. De wandelroutes door de bergen zijn tussen 1 november en 15 juni gesloten, om de natuur te beschermen en gevaarlijke situaties te voorkomen. Langeafstandswandelpad Tatranská Magistrála loopt door het park.

## Afbeeldingen

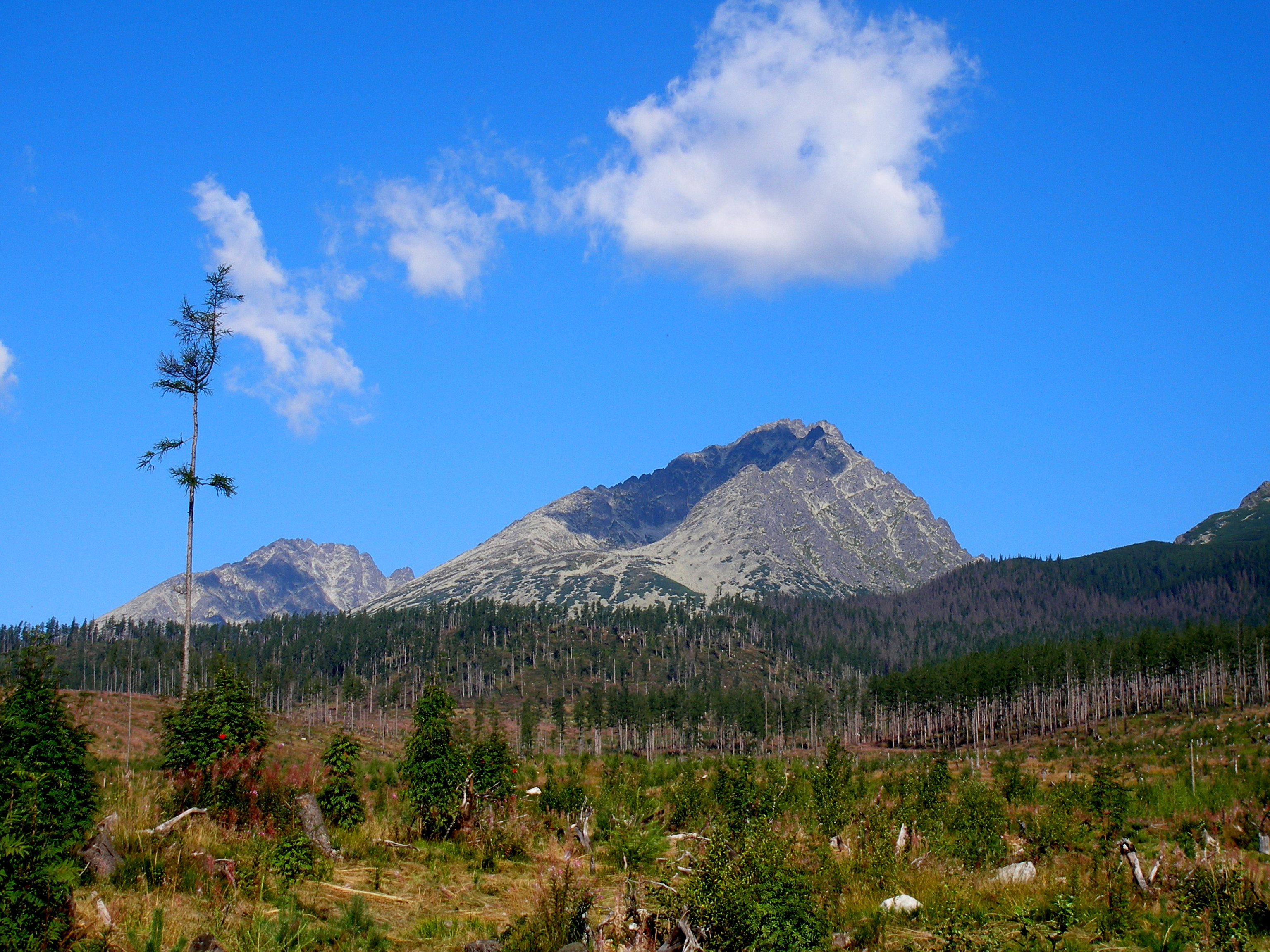
Uitzicht op de Gerlachovský štít (2.654,4 m).
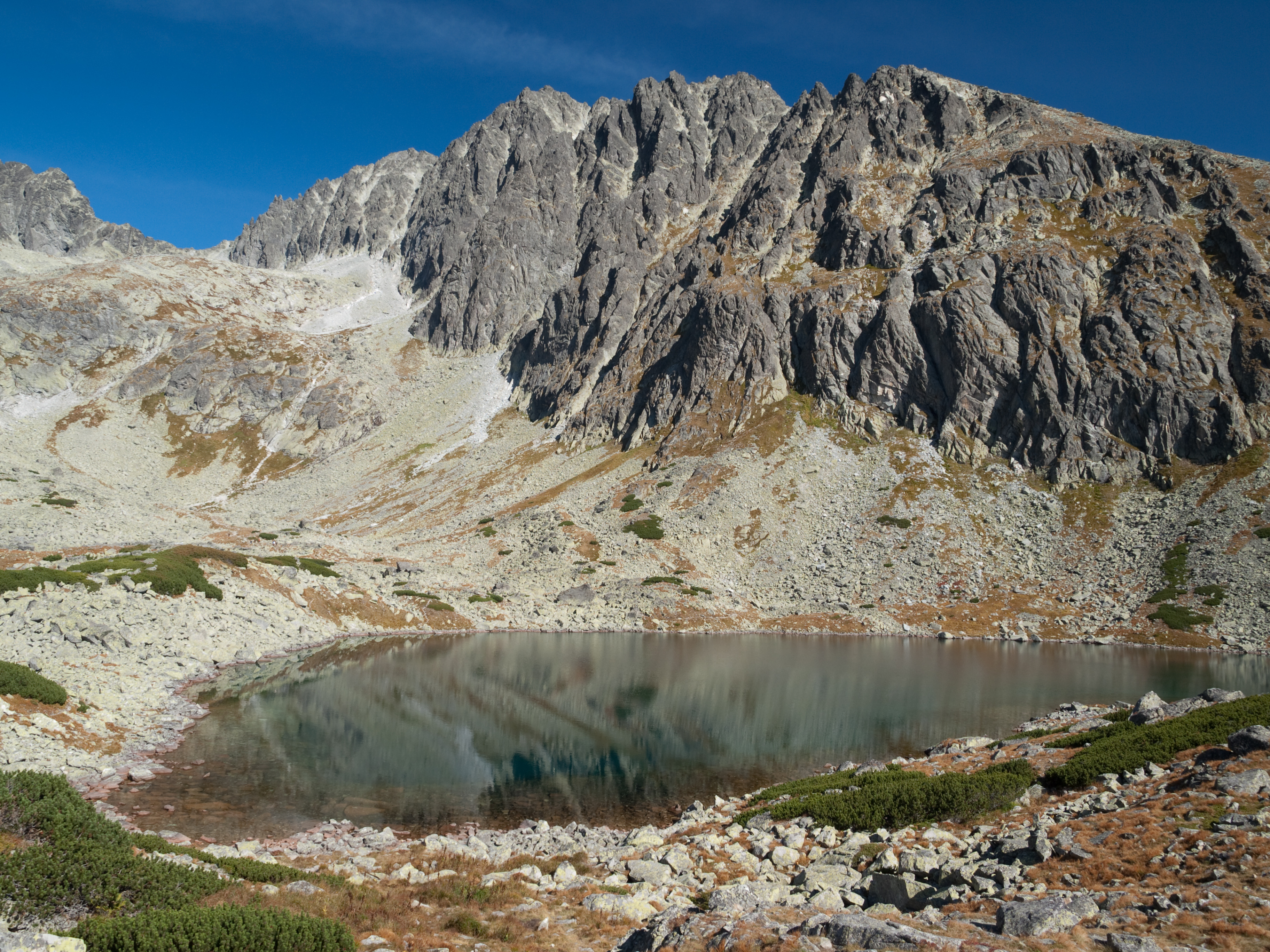
Batizovskémeer.
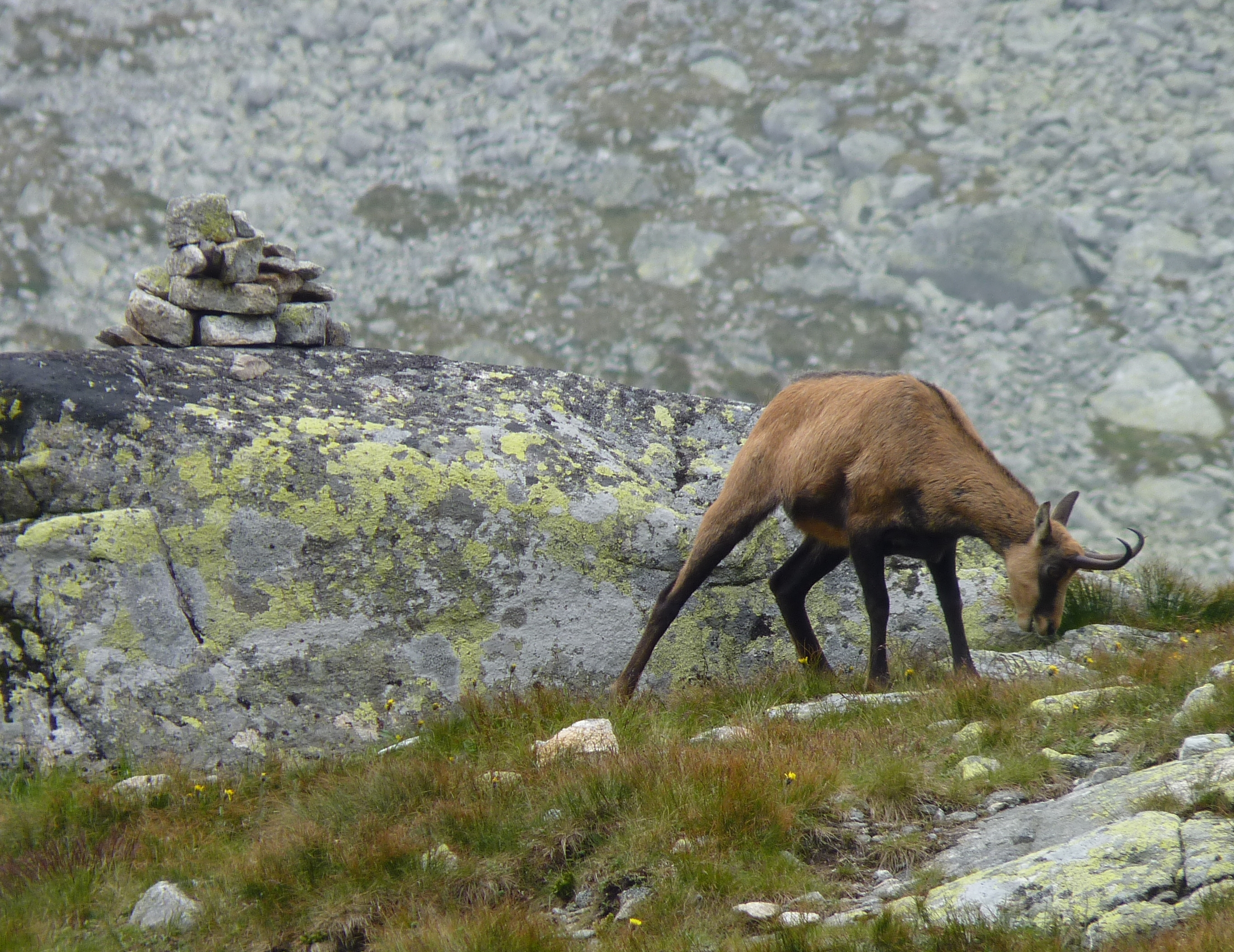
Tatragems (Rupicapra rupicapra tatrica) in Nationaal Park Tatra.
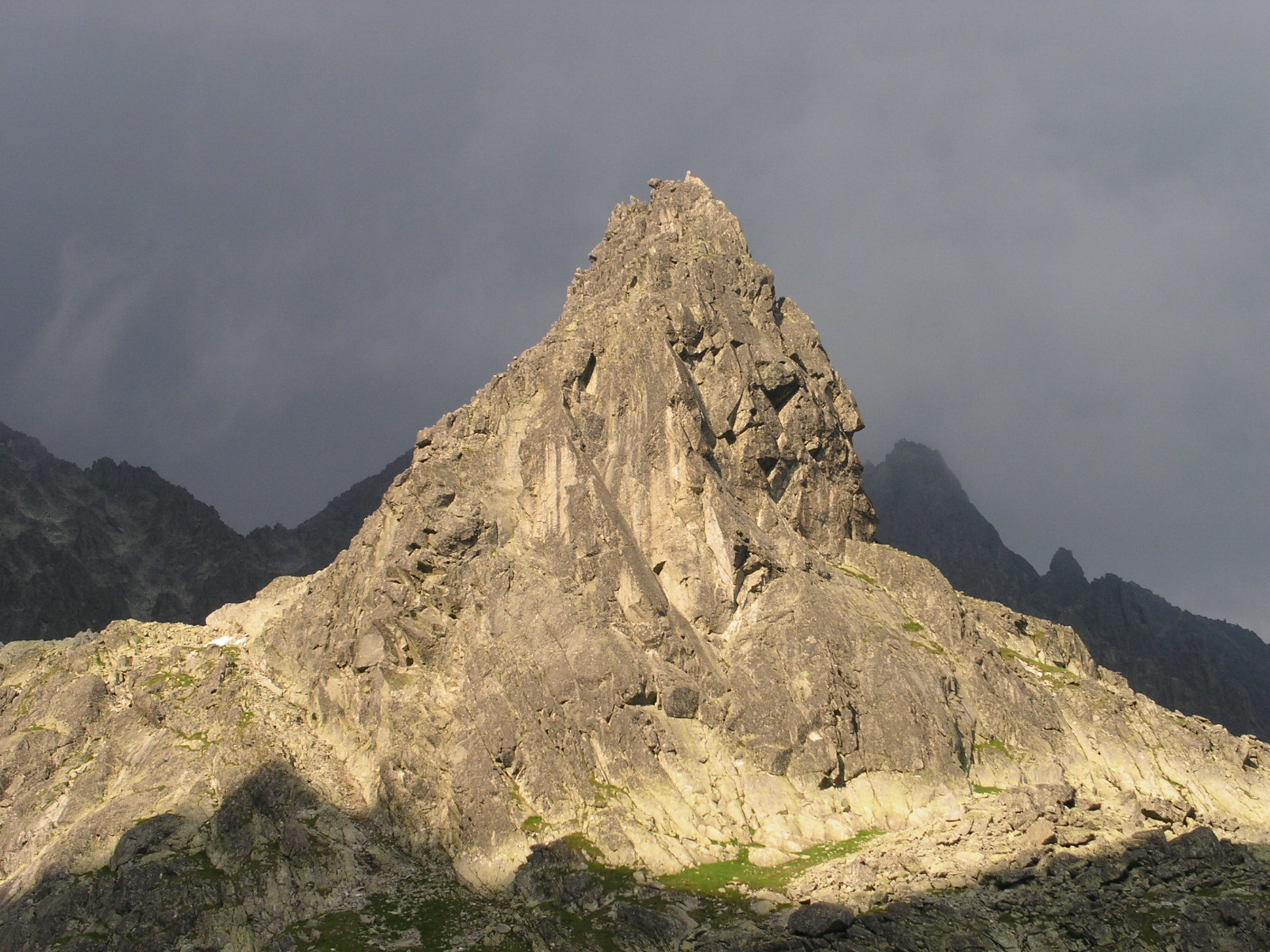
Piek van de Kostolík (2.261,5 m).
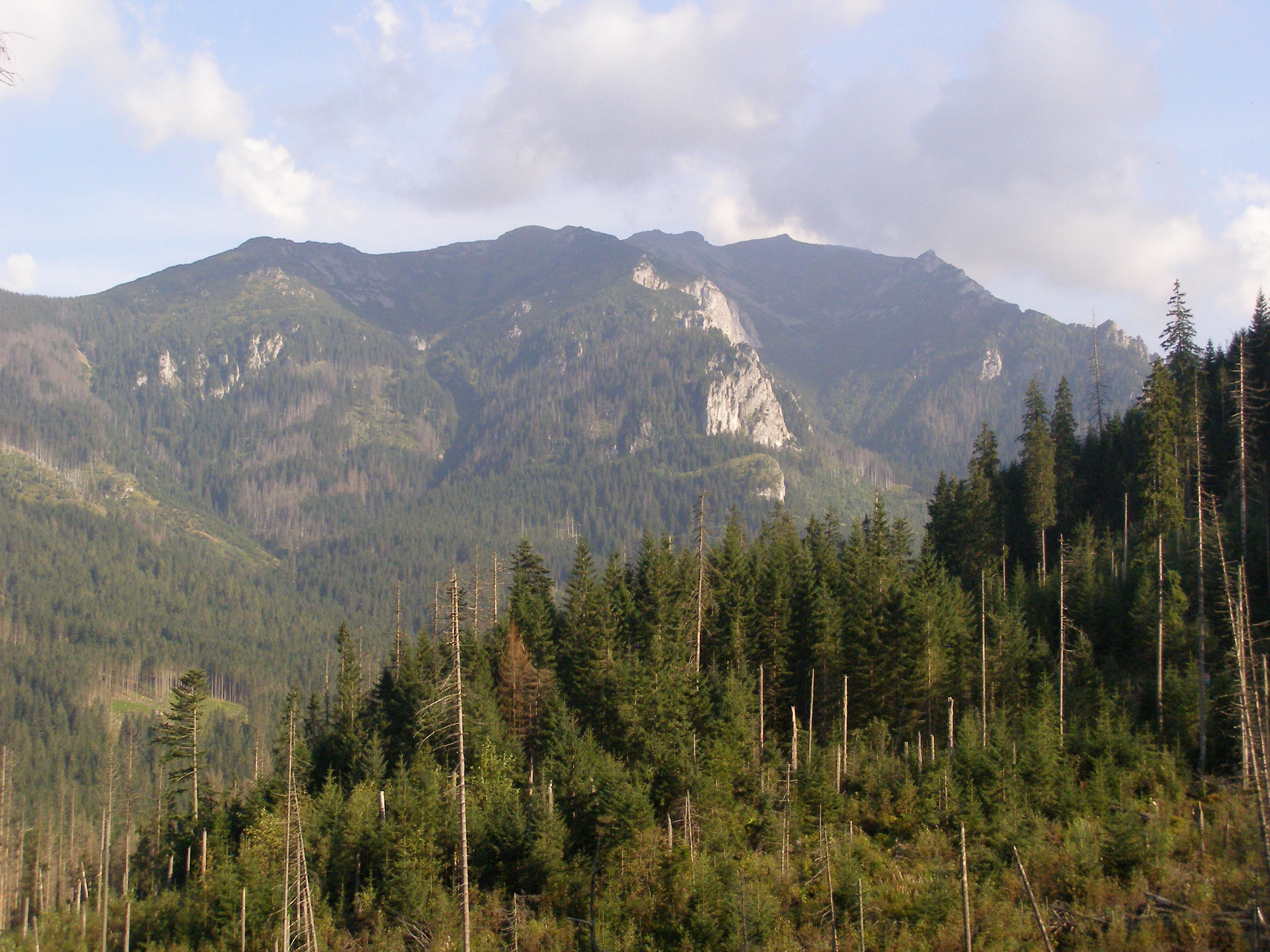
Bergbossen.
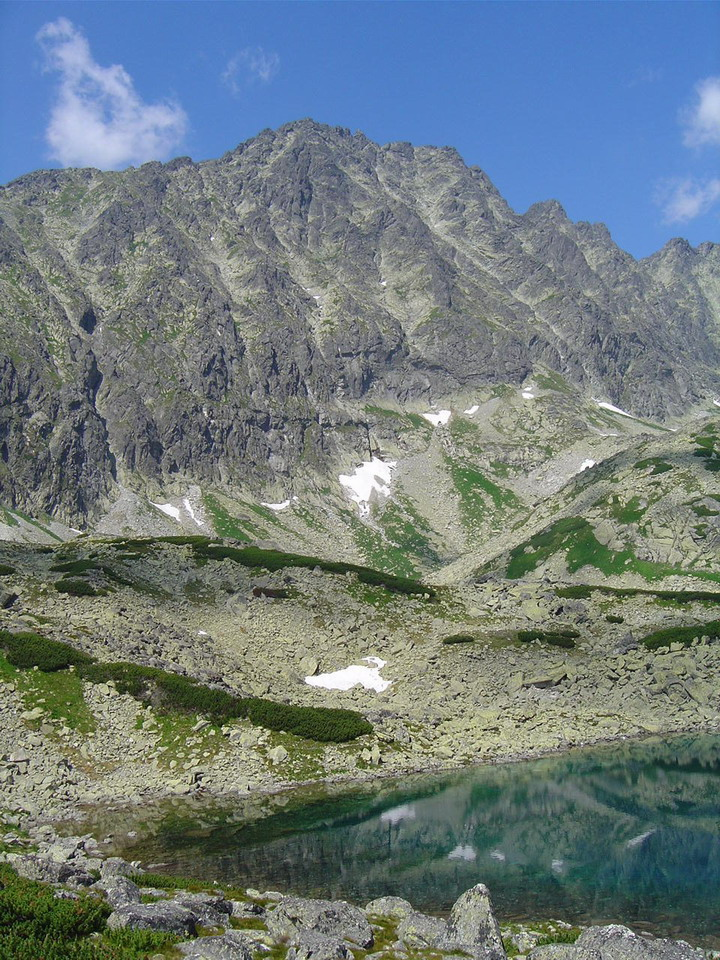
Bergwanden en puinhellingen boven het Batizovskémeer.
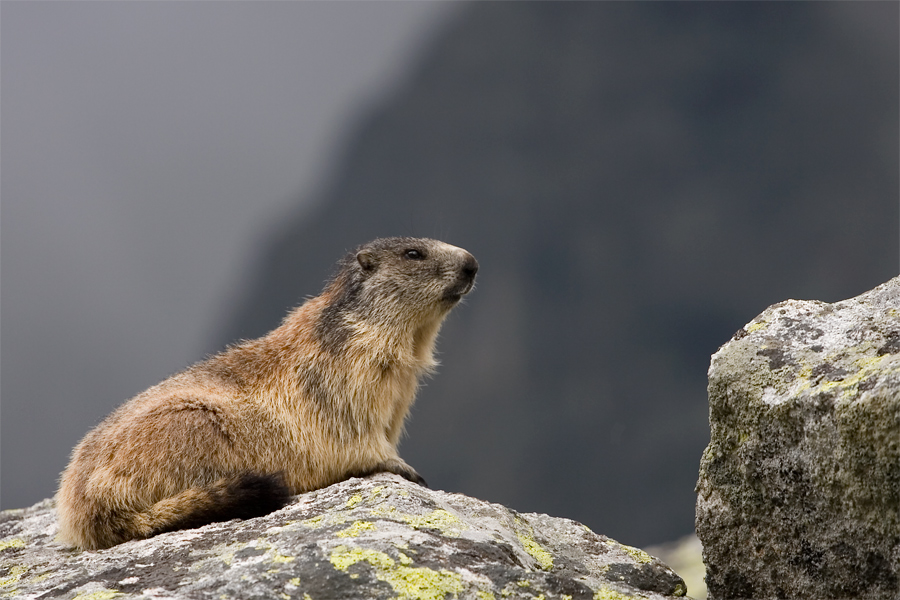
Alpenmarmot (Marmota marmota latirostris) in Nationaal Park Tatra.

Grote Fatra · 
Kleine Fatra · 
Lage Tatra · 
Muránska Planina · 
Pieniny · 
Poloniny · 
Slowaakse Karst · 
Slowaaks Paradijs · 
Tatra